# HD10840
HD10840 — хімічно пекулярна зоря спектрального класу B9, що має видиму зоряну величину в смузі V приблизно  6,8.
Вона  розташована на відстані близько 581,4 світлових років від Сонця.

## Фізичні характеристики
Телескоп Гіппаркос зареєстрував фотометричну змінність  даної зорі з періодом    2,10 доби в межах від  Hmin= 6,80 до  Hmax= 6,75.

## Пекулярний хімічний вміст
Зоряна атмосфера HD10840 має підвищений вміст 
Si
.